# Acoustic Classics II
Acoustic Classics II je sedmnácté sólové studiové album anglického zpěváka a kytaristy Richarda Thompsona. Vydáno bylo 21. srpna roku 2017 hudebníkovou vlastní společností Beeswing Records (přes Proper Records). Stejně jako album Acoustic Classics (2014) obsahuje deska akustické verze starších Thompsonových písní. Nahráno bylo ve studiu Trellis Sound v losangeleské čtvrti Pacific Palisades. Spolu s Thompsonem jej produkoval Simon Tassano. Album obsahuje jak písně, které Thompson vydal jako sólový umělec, tak i písně, které nahrál ve spolupráci se svou manželkou Lindou i písně od kapely Fairport Convention, v níž působil.

## Seznam skladeb
Autorem všech skladeb je Richard Thompson, s výjimkou písně „Crazy Man Michael“ (Thompson a Dave Swarbrick).
| Pořadí | Název                        | Původní album                      | Délka |
| ------ | ---------------------------- | ---------------------------------- | ----- |
| 1.     | She Twists the Knife Again   | Across a Crowded Room (1985)       | 2:48  |
| 2.     | The Ghost Of You Walks       | You? Me? Us? (1996)                | 4:41  |
| 3.     | Genesis Hall                 | Unhalfbricking (1969)              | 3:39  |
| 4.     | Jet Plane in a Rocking Chair | Pour Down Like Silver (1975)       | 2:29  |
| 5.     | A Heart Needs a Home         | Hokey Pokey (1975)                 | 3:46  |
| 6.     | Pharoah                      | Amnesia (1988)                     | 4:25  |
| 7.     | Gethsemane                   | The Old Kit Bag (2003)             | 5:13  |
| 8.     | Devonside                    | Hand of Kindness (1983)            | 3:05  |
| 9.     | Meet on the Ledge            | What We Did on Our Holidays (1969) | 3:05  |
| 10.    | Keep Your Distance           | Rumor and Sigh (1991)              | 3:35  |
| 11.    | Bathsheba Smiles             | Mock Tudor (1999)                  | 3:33  |
| 12.    | Crazy Man Michael            | Liege & Lief (1969)                | 4:23  |
| 13.    | Guns Are the Tongues         | Sweet Warrior (2007)               | 6:05  |
| 14.    | Why Must I Plead?            | Rumor and Sigh (1991)              | 4:06  |

## Obsazení
- Richard Thompson – zpěv, kytara